# HD 4628
HD 4628 är en ensam stjärna i den södra delen av stjärnbilden Fiskarna som också har Bayer-beteckningen 96 G Piscium. Den har en skenbar magnitud av ca 5,74 och är svagt synlig för blotta ögat där ljusföroreningar ej förekommer. Baserat på parallax enligt Gaia Data Release 2 på ca 134,5 mas, beräknas den befinna sig på ett avstånd på ca 24 ljusår (ca 7,4 parsek) från solen. Den rör sig närmare solen med en heliocentrisk radialhastighet på ca -10 km/s. och kommer att ligga inom ett avstånd av 20 ljusår om ca 32 000 år. Den har en relativt stor egenrörelse av 1,4 bågsekunder per år över himlavalvet.

## Egenskaper
HD 4628 är en solliknande orange till gul stjärna i huvudserien av spektralklass K2.5 V. Den har en massa som är ca 0,7 solmassor, en radie som är ca 0,75 solradier och har ca 0,28 gånger solens utstrålning av energi från dess fotosfär vid en effektiv temperatur av ca 5 100 K.
HD 4628 har en relativt låg ytaktivitet och, baserat på mätning av UV-strålning, bedöms den ha en relativt sval korona med en temperatur av en miljon K.
Ingen följeslagare har ännu (2021) observerats i omlopp kring stjärnan. År 1958 antogs den ha en följeslagare, som var flarestjärna, men detta dementerades senare.